# Cykelhjulet
Cykelhjulet är en readymade, som gjordes av Marcel Duchamp 1913.
Cykelhjulet består av ett cykelhjul i en svartlackerad framgaffel, som är monterat upp och ner på en vitlackerad träpall. Det fanns i Marcel Duchamps ateljé i Paris. Han hävdade att det inte hade gjorts som ett konstverk, utan för nöjet att betrakta hjulet snurrande runt, ungefär som man betraktar flammorna i en öppen eld. Först senare i New York, när han började tillverka readymades, deklarerade han att också Cykelhjulet var att betrakta som en readymade.
Originalet från 1913 är försvunnet, men Marcel Duchamp gjorde själv först 1916 i New York ett nu försvunnet exemplar, och senare ytterligare ett exemplar 1951 för en utställning i Sidney Janis Gallery i New York. Detta senare exemplar finns numera på Museum of Modern Art i New York och är påmålat i grönt med signaturen "Marcel Duchamp 1913 / 1959 [sic]".
För utställningen Rörelse i konsten på Moderna museet i Stockholm 1961 gjordes en av Marcel Duchamp godkänd efterbildning med inskriptionen "pour copie conforme Marcel Duchamp, Stockholm 1961". Ytterligare en gjordes 1963, också "pour copie conforme Marcel Duchamp", senare försvunnen.  
År 1964 lät Arturo Schwarz i Milano med Marcel Duchamps samtycke göra en edition med åtta repliker. Det finns också en efterbildning på Philadelphia Museum of Art.